# Rudolph Kaméline
Rudolph Vladimirovitch Kaméline (Рудо́льф Влади́мирович Каме́лин), né le 12 août 1938 à Perm et décédé le 1er avril 2016, est un botaniste russe et ex-soviétique qui est spécialisé dans la systématique végétale et la phytogéographie, la floristique comparée et l'histoire de la flore. Il est membre-correspondant de l'Académie des sciences du Tadjikistan depuis 1987, membre-correspondant de l'Académie des sciences de Russie depuis 1991 (après avoir été membre-correspondant de celle de l'URSS en 1990), docteur en sciences biologiques (1975), scientifique émérite, professeur à la chaire de botanique de la faculté de biologie de l'université d'État de l'Altaï (Barnaoul) et président de la Société botanique de Russie depuis 1991.

## Biographie
Il termine l'école secondaire de Koungour en 1955 et entre à la faculté de biologie de l'université d'État de Perm qu'il termine en 1961. Il est collaborateur à la station botanique de Barzob dépendant de l'institut de botanique de l'Académie des sciences de la RSS du Tadjikistan. Les trois années suivantes, il est doctorant dans ce même institut et celui de botanique de l'Académie des sciences d'URSS.
Il est nommé en 1968 collaborateur scientifique de premier niveau, puis confirmé et ensuite directeur-adjoint des recherches scientifiques (1980). Il dirige le laboratoire du département des plantes des zones arides du service de géobotanique (1984), puis dirige l'herbier des plantes supérieures de l'institut de botanique Komarov de l'Académie des sciences.
Parallèlement à ses travaux, il mène une carrière universitaire à l'université d'État de Saint-Pétersbourg. Il est nommé professeur en septembre 1991 à la chaire de botanique de l'université qu'il dirige de 1992 à 2002. Son épouse, Olga Petrovna Kamélina, est docteur en sciences biologiques et spécialiste en embryologie végétale. Mariés depuis 1961, ils ont deux enfants.

## Travaux scientifiques
Rudolph Kaméline s'intéresse avant tout à la taxonomie des plantes, à la géobotanique (théorie et floristique, particulièrement la flore d'Asie et les territoires préhistoriques de la Méditerranée), à la phytogéographie, à la genèse de la flore asiatique, à l'histoire de la flore de l'Eurasie, ainsi qu'à la conservation de la nature.
Il est l'auteur de plus de cinq cents publications scientifiques, dont neuf monographies et cinq manuels pour les étudiants des universités. Ses travaux sur la genèse de la flore asiatique et de l'Altaï font autorité ainsi que la taxonomie et la systématique qui s'y rapporte. Le professeur Kaméline est également coauteur de vingt monographies dont l'une sur La Flore de Chine. Il est rédacteur et auteur de la nouvelle collection de La Flore de l'Altaï (comprenant les territoires altaïques de Russie, du Kazakhstan, de Chine et de Mongolie). Il prend part également à la rédaction et à la classification des espèces menacées du livre rouge de Russie et de celui du kraï de l'Altaï, comme il a pris part aux travaux concernant le livre rouge d'URSS, le livre rouge de la RSFSR et le livre rouge de la RSS du Tadjikistan.
Il a organisé aussi nombre d'expéditions scientifiques en Asie centrale, en Transcaucasie, en Mongolie, ou en Sibérie méridionale. C'est sous sa direction qu'ont été rédigés les dix tomes du Précis de la flore d'Asie centrale.

## Quelques publications
- Материалы по истории Флоры Азии (Алтайская горная страна): монография [Matériaux à propos de l'histoire de la flore d'Asie (région montagneuse de l'Altaï): monographie]. — Barnaoul: Изд-во Алт. ун-та, 1998. — 240 pages.
- Сложноцветные (краткий обзор системы): учебн. пособие [Les composées (petit essai de taxonomie)]. — Barnaoul: Изд-во Алт. ун-та, 2000. — 60 pages.
- Крестоцветные [Les crucifères]. — Barnaoul: Изд-во АГУ, 2002. — 51 pages. —  (ISBN 5-7904-0243-7)
- Лекции по систематике растений. [Cours de taxonomie végétale] — Barnaoul: Азбука, 2004. — 227 pages. —  (ISBN 5-93957-116-6)
- Великая селекция зари человечества: этнобан. этюды. [La Grande sélection à l'aube de l'humanité] — Barnaoul: Азбука, 2005. — 127 pages. —  (ISBN 5-87028-138-5) (OCLC 837411740)
- Флора Алтая: Плауновидные, хвощевидные, папоротниковидные. [La Flore de l'Altaï: lycopodes, prêles, fougères] — Barnaoul: Азбука, 2005. — Т. 1. — 339 pages. —  (ISBN 5-87028-133-4)
- Розоцветные (Rosaceae). — Barnaoul: Алт. страницы, 2006. — 100 pages. —  (ISBN 5-88210-255-3) (OCLC 918069462)
- Материалы к анализу флоры Кавказа. О некоторых особенностях состава флоры Кавказа и их значении для понимания истории флоры этой страны [Matériaux d'analyse de la flore du Caucase] // in: Ботанический журнал. — 2006. — В. 5. — Т. 91. — p. 649-673.
- Проект "Флора России" (Российской Федерации) [Le Projet « La Flore de Russie »] // in: Вестн. Росс. акад. наук. — 2007. — В. 1. — Т. 77. — p. 22-26.
- Новый вид рода Mertensia (Boraginaceae) из Западного Китая и номенклатурные заметки о некоторых сибирских видах рода [Une nouvelle espèce de Mertensia (Boraginaceae) originaire de Chine occidentale et compléments de nomenclature de quelques genres de plantes de Sibérie] // in:Бот. журнал. — 2009. — В. 10. — Т. 94. — p. 1560-1567.
- Древнексерофильное семейство Chenopodiaceae во флоре Турана и Центральной Азии // Бот. журнал. — 2011. — В. 4. — Т. 94. — p. 441-464.
- Несостоявшийся съезд [Le Congrès qui ne s'est pas tenu] // in: Бот. журнал. — 2012. — p. 290-297.

## Hommages
Plusieurs plantes ont été nommées en son honneur, dont:
Genre
- (Apiaceae) Kamelinia F.O.Khass. & I.I.Malzev[1]

Espèces
- (Apiaceae) Lithosciadium kamelinii (V.M.Vinogr.) Pimenov ex Gubanov[2]
- (Asteraceae) Jurinea kamelinii Iljin[3]
- (Asteraceae) Tanacetopsis kamelinii Kovalevsk.[4]
- (Boraginaceae) Eritrichium kamelinii S.V.Ovczinnikova[5]
- (Boraginaceae) Myosotis kamelinii O.D.Nikif.[6]
- (Brassicaceae) Arabis kamelinii Botsch.[7]
- (Iridaceae) Iris kamelinii Alexeeva[8]
- (Lamiaceae) Phlomoides kamelinii Makhm.[9]
- (Leguminosae) Ammopiptanthus kamelinii Lazkov[10]
- (Leguminosae) Astragalus kamelinii Podlech[11]
- (Leguminosae) Hedysarum kamelinii N.Ulziykh.[12]
- (Leguminosae) Oxytropis kamelinii Vassilcz.[13]
- (Liliaceae) Gagea kamelinii Levichev[14]
- (Papaveraceae) Corydalis kamelinii Kurbanov[15]
- (Poaceae) Stipa kamelinii Kotukhov[16]
- (Polypodiaceae) Polypodium kamelinii Shmakov[17]
- (Ranunculaceae) Aconitum kamelinii A.A.Solovjev[18]
- (Rosaceae) Potentilla kamelinii Lazkov[19]
- (Scrophulariaceae) Scrophularia kamelinii Botsch. & Kurbanov[20]
- (Valerianaceae) Valeriana kamelinii B.A.Sharipova[21]

## Source
- (ru) Cet article est partiellement ou en totalité issu de l’article de Wikipédia en russe intitulé « Камелин, Рудольф Владимирович » (voir la liste des auteurs).